# Putjeskeratolyse
Putjeskeratolyse (en: pitted keratolysis), ook wel putjeszolen genoemd, is een verschijnsel waarbij in de eeltlaag van de voeten kleine, 3-4 mm grote ondiepe (tot ca 1-1,5 mm) putjes ontstaan, met een scherp begrensd, uitgeponst aspect. Een aantal putjes kan samenvloeien tot grotere plekken. De levende delen van de huid worden niet aangetast en de aandoening is niet pijnlijk.
De oorzaak ligt in vertering van de hoornlaag van het eelt door sommige soorten bacteriën, vaak een Corynebacterium. Deze bacteriën gedijen vooral in een warm en vochtig milieu en de aandoening komt dus vooral voor bij mensen met zweetvoeten. 
De bacterie kan met lokale desinfecterende of antibioticazalven worden bestreden maar zal als er niets aan de zweetvoeten wordt gedaan onvermijdelijk terugkomen.